# Озерце (річка)
Озерце — річка в Україні, у Гощанському районі Рівненської області. Права притока Крапилівки (басейн Дніпра).

## Опис
Довжина річки приблизно 3,8 км.

## Розташування
Бере початок у північно-східній частині Красносілля. Тече переважно на південний захід і впадає у річку Крапилівку, праву притоку Рудки.